# Radiografia cyfrowa
Radiografia cyfrowa (DR) – metoda alternatywna dla tradycyjnych (analogowych) zdjęć rentgenowskich umożliwiająca uzyskanie zapisu zdjęcia w formie cyfrowej. Została wprowadzona w stomatologii przez Francisa Mouyena w roku 1987 i zaprezentowana dwa lata później w Stuttgarcie. Następnie Mouyen opatentował system pod nazwą radiowizjografia i nazwa ta jest zastrzeżona dla produktów jednej firmy - kiedyś Trophy Radiologie (Francja), obecnie Carestream Health. Bardziej poprawny jest termin radiografia cyfrowa, gdyż obejmuje wszystkie systemy rentgenowskie, w których zachodzi cyfrowa rejestracja obrazu.
Systemy radiografii cyfrowej dzieli się na bezpośrednie i pośrednie. W systemach bezpośrednich rejestratorem promieniowania jest cyfrowy detektor typu CCD lub CMOS. Obraz rentgenowski pojawia się na ekranie komputera niemal natychmiast po ekspozycji na promieniowanie rentgenowskie. W systemach pośrednich rejestratorem obrazu jest płyta pamięciowa pokryta fosforem magazynującym (PSP - Photostimulable Storage Phosphor) służąca do zapisu obrazu utajonego, który odczytywany jest dopiero w specjalnym skanerze. 
Nazwa RadioVisioGraphy dobrze koresponduje z podstawowymi elementami systemu radiografii cyfrowej.
Urządzenia do DR składają się z trzech podstawowych podzespołów:
- radio- – wytwarzającego promieniowanie RTG,
- -visio- – rejestrującego obraz,
- -graphy – wyświetlającego obraz na ekranie i umożliwiającego jego obróbkę cyfrową.

Metoda ta nie wymaga dawek promieniowania jakie występują w radiografii konwencjonalnej – nastąpiło zmniejszenie czasu ekspozycji do 0,02s (zmniejszenie 10-50x). Jednak zaletą uważaną za najważniejszą jest rozdzielenie procesu pomiędzy trzy różne podzespoły i umożliwienie przez to tzw. postprocessingu, tj. regulację kontrastu, jasności lub użycie tzw. pseudokoloru (użycie palety barw RGB zamiast skali szarości).